# Mugi
Mugi (jap. 牟岐町 Mugi-chō) – miasto w Japonii, na wyspie Sikoku, w prefekturze Tokushima. Według danych na rok 2020 miejscowość zamieszkiwało 3 743 mieszkańców , a gęstość zaludnienia wyniosła 66,1 os./km².